# مفصل لقمي

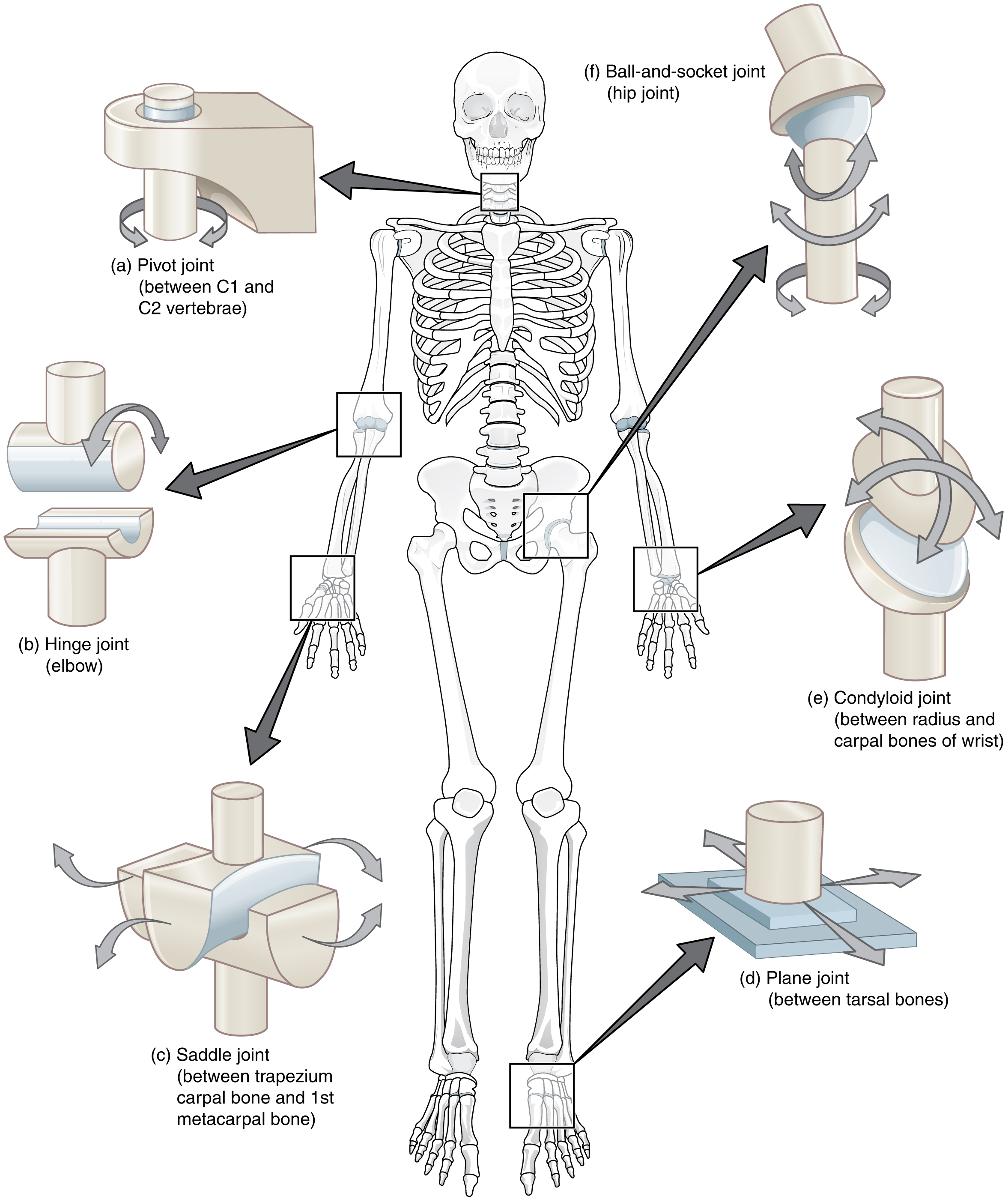
أنواع المفاصل الزلالية (Synovial joints) كما هي مُبيّنة على الرسم بعكس اتجاه عقارب الساعة ، وبدئاً من أعلى اليسار:
a-محوري Synovial joint
b-رزّي Hinge joint
c-سرجي saddle joint
d-مُسطّح Plane joint
e-لُقمي Condyloid joint
f-الكرة والتجويف ball and socket joint

المَفْصِلٌ اللُقمانيّ أو المفصل اللُقمي (بالإنجليزية: Condyloid joint)‏ أو المفصل الاهليلجي (بالإنجليزية:  ellipsoidal joint)‏ أو المفصل ثنائي اللُّقم أو المفصل ذو لقمتين (بالإنجليزية:  bicondylar joint)‏ هو سطح مفصلي بيضوي (أو لقمة) داخلة في تجويف إهليلجي. هذا يسمح بالحركة في مستويين اثنين ويسمح بالحركات التالية:
- الثني (بالإنجليزية: Flexion)‏ و البسط (بالإنجليزية: Extension)‏.
- التبعيد (بالإنجليزية: Abduction)‏ و التقريب (بالإنجليزية: Adduction)‏.
- الدَيرورَة (بالإنجليزية:  circumduction)‏.

## أمثلة
اللقمة بيضاوية الشكل لأحد العظمين تُلائم التجويف بيضاوي الشكل من العظم الآخر. هذه المفاصل تسمح بحركات ذات محورين أي أماماً و خلفاً ، و من جنبٍ إلى جنب ، ولكن بدون دوران. المفصل الكعبري الرسغي (بالإنجليزية: Radiocarpal joint)‏ و المفاصل السنعية السلامية (بالإنجليزية:  Metacarpo-phalangeal joint)‏ أمثلة على المفصل اللقماني.
أمثلة أخرى على المفصل اللقماني:
- المعصم.
- المفاصل المشطية السلامية (في القدم).
- المفاصل السنعية السلامية (في اليد).

## صور إضافية

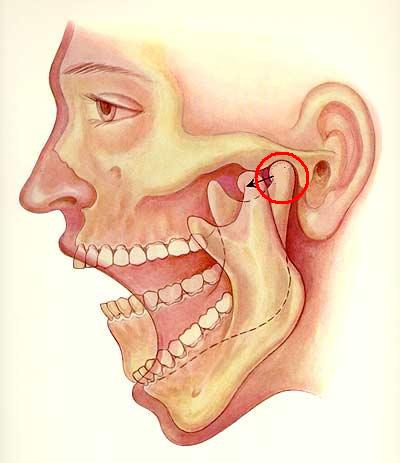
مفصل لقماني.
مفصل لقماني.
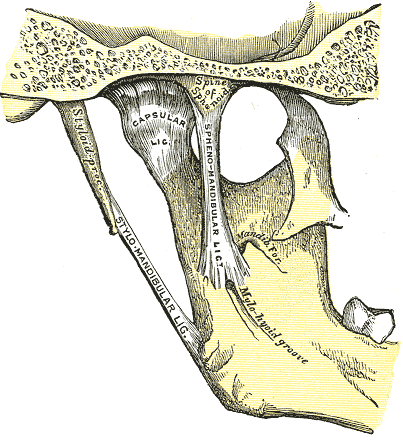
مفصل لقماني.
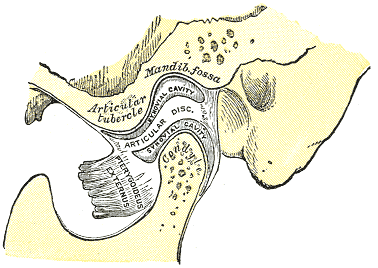
مفصل لقماني.